# タチアナ・レドフスカヤ
タチアナ・レドフスカヤ （Tatyana Mikhailovna Ledovskaya、ロシア語: Татьяна Михайловна Ледовская、1966年5月21日 - ）は、ソビエト連邦トゥーラ州出身の元陸上競技選手。

## 経歴
レドフスカヤは、400mハードルを中心に活躍した選手で、1988年ソウルオリンピックの同種目のは銀メダルを獲得。さらに、400mの金メダリストのオルガ・ブリズギナや銀メダリストのマリーナ・ピニギナらと4×400mリレーのソ連代表として出場し、3分15秒17の世界新記録で金メダルを獲得した。このとき出した記録は2021年3月現在、未だに破られていない。
レドフスカヤは、1991年の東京で開催された世界選手権でも、400mハードル、4×400mリレーで金メダルを獲得した。

## 主な成績
| 年   | 大会           | 場所                   | 種目         | 結果 | 記録      |
| ---- | -------------- | ---------------------- | ------------ | ---- | --------- |
| 1988 | オリンピック   | ソウル（韓国）         | 400mハードル | 2位  | 53秒18    |
| 1988 | オリンピック   | ソウル（韓国）         | 4×400mリレー | 1位  | 3分15秒17 |
| 1991 | 世界陸上選手権 | 東京（日本）           | 400mハードル | 1位  | 53秒11    |
| 1991 | 世界陸上選手権 | 東京（日本）           | 4×400mリレー | 1位  | 3分18秒43 |
| 1992 | オリンピック   | バルセロナ（スペイン） | 400mハードル | 4位  | 54秒31    |

## 自己ベスト
- 400mハードル　53秒11　(1991年8月29日)